# Kate Jobson

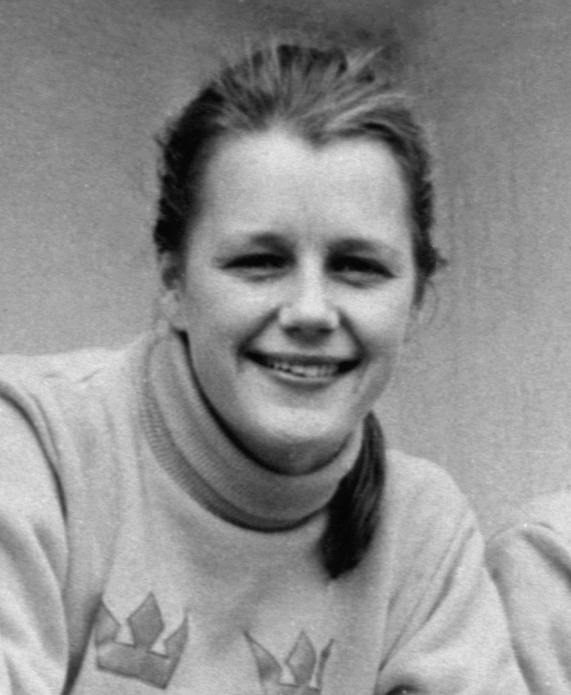
Kate Jobson, ca. 1956

Kate Margareth Jobson, nach Heirat Kate Davis (* 8. Juli 1937 in Varberg), ist eine ehemalige schwedische Schwimmerin. Sie gewann bei Europameisterschaften je eine Gold- und Bronzemedaille.

## Sportliche Karriere
Kate Jobson schwamm für Varbergs GIF.
Jobson erreichte 1956 bei den Olympischen Spielen in Melbourne das Halbfinale über 100 Meter Freistil. Dort schied sie als Neuntschnellste aus, war damit aber die beste Europäerin. Die schwedische 4-mal-100-Meter-Freistilstaffel mit Anita Hellström, Birgitta Wängberg, Karin Larsson und Kate Jobson erschwamm den sechsten Platz und war zweitbeste Staffel aus Europa hinter dem deutschen Quartett.
Anderthalb Jahre später gewann Jobson bei den Europameisterschaften 1958 in Budapest den Titel über 100 Meter Freistil vor der Niederländerin Cockie Gastelaars. Den Wettbewerb der Freistilstaffeln gewannen die Niederländerinnen vor den Britinnen. Dahinter erhielt die schwedische Staffel die Bronzemedaille. Mit Karin Larsson und Kate Jobson waren noch zwei Schwimmerinnen von 1956 dabei.